# 化学選択性
化学選択性（英: Chemoselectivity）はある化学反応が、それと同時に起こりうる他の化学反応より優先的に起こることを示す言葉である。
別の定義によれば、化学選択性は複数の官能基が存在する化合物において特定の官能基が選択的に反応することを意味する。結合性に基づく予測は多くの場合もっともらしく見えるが、実際の結果は溶媒や原子軌道など多くのファクターに左右されるため正確に予測することは困難である。
化学選択性を予測するのは難しいが、多くの副反応が起こることが予想される反応において、選択性を調べる実験はよく行われている。例えば同じ有機化合物を還元する場合でも水素化ホウ素ナトリウムを使う場合と水素化アルミニウムリチウムを使う場合では選択性に大きな差が出る。また、アセトアニソールはpHが高いとき漂白剤によってケトン基が酸化されてカルボン酸になり、pHが低いとき芳香族求電子置換反応によって塩化アリールになる。